# Kurt Suzuki
Kurtis Kiyoshi Suzuki (ur. 4 października 1983) – amerykański baseballista, który występuje na pozycji łapacza.

## Przebieg kariery
Suzuki studiował na California State University, gdzie w latach 2002–2004 grał w drużynie uniwersyteckiej Cal State Fullerton Titans; w 2004 zwyciężył w College World Series. W tym samym roku został wybrany w drugiej rundzie draftu przez Oakland Athletics i początkowo grał w klubach farmerskich tego zespołu, między innymi w Sacramento River Cats, reprezentującym poziom Triple-A. W Major League Baseball zadebiutował 12 czerwca 2007 w meczu przeciwko Houston Astros jako pinch hitter.
10 września 2007 w spotkaniu z Seattle Mariners zdobył pierwszego w karierze grand slama. W sierpniu 2012 w ramach wymiany zawodników przeszedł do Washington Nationals. Rok później ponownie podpisał kontrakt z Athletics. W grudniu 2013 został zawodnikiem Minnesota Twins wiążąc się roczną umową.
20 maja 2014 w meczu międzyligowym z San Diego Padres na Petco Park zdobył inside-the-park home runa. W lipcu 2014 po raz pierwszy otrzymał powołanie do Meczu Gwiazd.
W styczniu 2017 został zawodnikiem Atlanta Braves.

## Nagrody i wyróżnienia
| Nagroda/wyróżnienie | Lata | Źródło |
| All-Star            | 2014 | [ 9 ]  |